# Балягуарда
Балягуа́рда (кат. Bellaguarda, вимова літературною каталанською [bəʎəs'ɣwardə]) - муніципалітет, розташований в Автономній області Каталонія, в Іспанії. Код муніципалітету за номенклатурою Інституту статистики Каталонії - 251706. Знаходиться у районі (кумарці) Ґаррігас (коди району - 18 та GG) провінції Льєйда, згідно з новою адміністративною реформою перебуватиме у складі Західної баґарії (округи). 